# Giãn cách xã hội

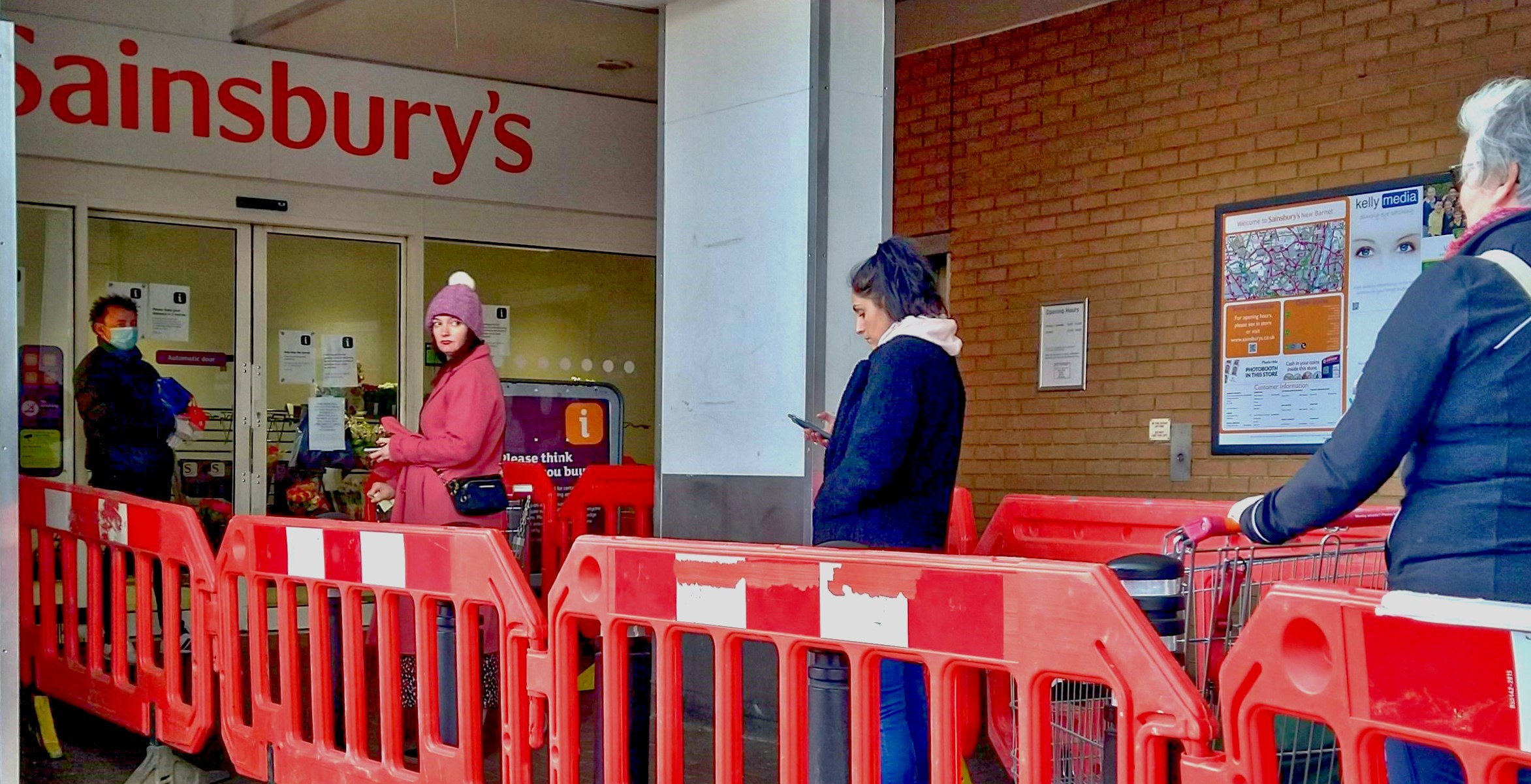
Mọi người giữ khoảng cách trong khi chờ vào cửa hàng. Để người mua có thể giữ khoảng cách ngay cả bên trong cửa hàng, chỉ có một số người nhất định trong cửa hàng cùng một lúc.

Ngăn chặn đỉnh cao của sự nhiễm trùng, được gọi là làm giảm sự gia tăng của dịch bệnh (hay làm "san phẳng đường cong đại dịch"), để giữ cho các dịch vụ chăm sóc sức khỏe không bị quá tải, và cũng cung cấp thêm thời gian để phát triển vắc-xin/điều trị. Sự lan truyền các bệnh nhiễm trùng trong một khung thời gian dài hơn cho phép các dịch vụ chăm sóc sức khỏe quản lý tốt hơn khối lượng bệnh nhân.

Các lựa chọn thay thế để làm giảm sự tăng trưởng của dịch bệnh

Giãn cách xã hội hay cách ly vật lý là một tập hợp các hành động kiểm soát nhiễm trùng phi dược phẩm nhằm ngăn chặn hoặc làm chậm sự lây lan của một bệnh truyền nhiễm. Mục tiêu của sự giãn cách xã hội là giảm khả năng tiếp xúc giữa những người bị nhiễm trùng và những người khác không bị nhiễm bệnh. Nó bao gồm việc giữ khoảng cách ít nhất hai mét giữa người với người và tránh tụ tập đông người thành những nhóm lớn. Cách ly thời gian là một hình thức của giãn cách xã hội khi mọi người bị phân cách bởi các khoảng thời gian khác nhau để tránh tiếp xúc.
Giãn cách xã hội có thể là hiệu quả nhất khi nhiễm trùng có thể do qua tiếp xúc với giọt nước (ho hoặc hắt hơi); tiếp xúc trực tiếp về thể chất, bao gồm cả quan hệ tình dục; tiếp xúc vật lý gián tiếp (ví dụ bằng cách chạm vào bề mặt bị ô nhiễm như fomite); hoặc truyền qua không khí (nếu vi sinh vật có thể tồn tại trong không khí trong thời gian nào đó). Giãn cách xã hội có thể kém hiệu quả hơn trong trường hợp nhiễm trùng lây truyền chủ yếu qua nước hoặc thực phẩm bị ô nhiễm hoặc bởi các vectơ như muỗi hoặc côn trùng khác và ít gặp hơn từ người sang người.
Để làm chậm sự lây lan của bệnh truyền nhiễm và tránh làm quá tải hệ thống y tế đặc biệt vào lúc đại dịch, các phương pháp giãn cách xã hội gồm việc đóng cửa trường học và nơi làm việc, cách ly, phong tỏa, hạn chế di chuyển và cấm tụ tập đông người đã bị áp dụng. Các phương pháp này đã thành công trong việc đẩy lùi các dịch bệnh trước đây. Ở St. Louis, sau khi ca dịch cúm đầu tiên được phát hiện trong thành phố vào lúc Đại dịch cúm 1918, chính quyền sở tại đã đóng cửa trường học, cấm tụ tập đông người với các biện pháp cách ly khác. Tỷ lệ tử vong ở St. Louis lúc đó ít hơn là ở Philadelphia khi ở đó vẫn cho phép tụ tập và không giới thiệu giãn cách xã hội là gì cho tới hai tuần sau của ca dịch bệnh đầu tiên.
Một trong những tài liệu tham khảo sớm nhất về những ngày giãn cách xã hội được nhắc đến trong Sách Kinh thánh Leviticus, 13:46: "Và người bị phong cùi mà bệnh dịch là... anh ta sẽ ở một mình; [bên ngoài] trại sẽ là nơi ở của anh ta."
Trong lịch sử, các thuộc địa cùi và lazarettos được thành lập như là biện pháp ngăn ngừa sự lây lan của bệnh phong và các bệnh truyền nhiễm khác thông qua sự giãn cách xã hội cho đến khi cơ chế truyền bệnh được tìm hiểu rõ ràng và phương pháp điều trị hiệu quả được phát minh.

## Khái niệm

giãn cách xã hội làm giảm lây truyền dịch bệnh và có thể ngăn chặn cả dịch bệnh.

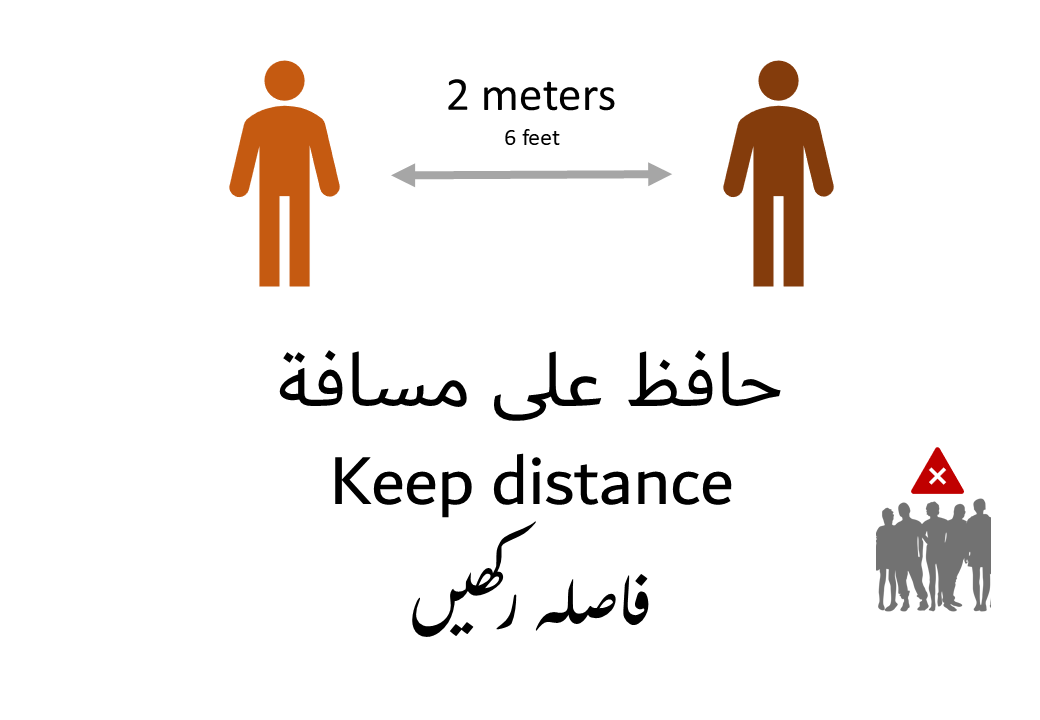
Một poster (bằng tiếng Ả Rập, tiếng Anh và tiếng Urdu) khuyến khích giãn cách xã hội trong lúc đại dịch COVID-19

Trung tâm kiểm soát và phòng ngừa dịch bệnh (CDC) đã miêu tả giãn cách xã hội là "những phương pháp nhằm giảm thiểu tần suất và sự gần gũi giữa những người với nhau để ngăn chặn nguy cơ lan truyền dịch bệnh". Vào lúc đại dịch virus corona 2019–2020, CDC đã đặt khái niệm giãn cách xã hội là "tự rời khỏi những nơi nhiều người, tránh tụ tập đông người, và giữ khoảng cách (khoảng 6 feet hoặc 2 mét) với người khác khi có thể." Không có nguồn nào cho thấy 2 mét là chính xác. Một số nghiên cứu cho thấy chỉ cần một giọt nước mũi hoặc sự hô hấp mạnh trong lúc vận động có thể đi tới bán kính tận 6 mét. Người khác cho rằng khoảng cách 2 mét này được dựa trên một nghiên cứu thất bại ở những năm 1930 và 1940 hoặc bị lỗi đơn vị trong lúc đo lường. Các nhà nghiên cứu và các nhà khoa học đã yêu cầu khoảng cách giãn cách phải rộng hơn và/hoặc đồng thời phải đeo khẩu trang.
Trước đây, vào năm 2009, WHO miêu tả giãn cách xã hội là "giữ khoảng cách một cánh tay với người khác, [và] giảm thiểu tụ tập". Nó bao gồm việc vệ sinh đường hô hấp tốt và rửa tay, và được xem xét là cách khả thi nhất để làm chậm dịch bệnh.

## Biện pháp
Đại dịch khiến con người thay đổi hành vi bằng cách cách xa những nơi đông người. Khi cách này được áp dụng trong đại dịch, giống như giãn cách xã hội tạo ra được lợi ích nhưng cũng gây thiệt hại về kinh tế. Nghiên cứu chỉ ra rằng các biện pháp phải được áp dụng nghiêm ngặt và ngay lập tức để có hiệu quả. Vài biện pháp giãn cách xã hội được áp dụng nhằm ngăn chặn sự lây lan của bệnh truyền nhiễm.

### Tránh tiếp xúc vật lý

Giãn cách xã hội loại bỏ tiếp xúc vật lý như việc bắt tay, ôm, hoặc hongi; hình minh họa này đưa ra tám biện pháp thay thế.

Giữ khoảng cách tối thiểu hai mét (sáu foot) (ở Mỹ hoặc Anh) hoặc 1,5 mét (ở Úc) hoặc 1 mét (ở Pháp và Ý) khỏi người khác và tránh ôm nhau, đồng thời dùng những cử chỉ để hạn chế tiếp xúc trực tiếp, giảm thiểu rủi ro lây nhiễm ở đại dịch cúm và đại dịch virus corona 2020. Thực hiện giãn cách theo những khoảng cách này, đồng thời vệ sinh cá nhân mọi lúc, kể cả ở nơi làm việc. Khi nơi làm việc đủ điều kiện thì sẽ chuyển sang làm việc tại nhà.
Nhiều biện pháp thay thế đã được đưa ra nhằm thay thế bắt tay truyền thống. Như việc dùng cử chỉ namaste, bằng cách đặt hai lòng bàn tay vào nhau, các ngón tay hướng lên, để ngay giữa lòng ngực, là một biện pháp thay thế mà không cần tiếp xúc vật lý. Trong lúc đại dịch COVID-19 tại Vương quốc Liên hiệp Anh và Bắc Ireland, cử chỉ này được dùng bởi Hoàng tử Charles để chào đón những khách mời, và nó cũng được khuyến cáo sử dụng bởi Tổng Giám đốc của WHO, Tedros Adhanom Ghebreyesus, và Thủ tướng Israel là Benjamin Netanyahu. Những biện pháp thay thế khác bao gồm việc vẫy tay, cử chỉ Shaka, và việc đặt lòng bàn tay vào lòng ngực, hầu hết được dùng ở Iran.

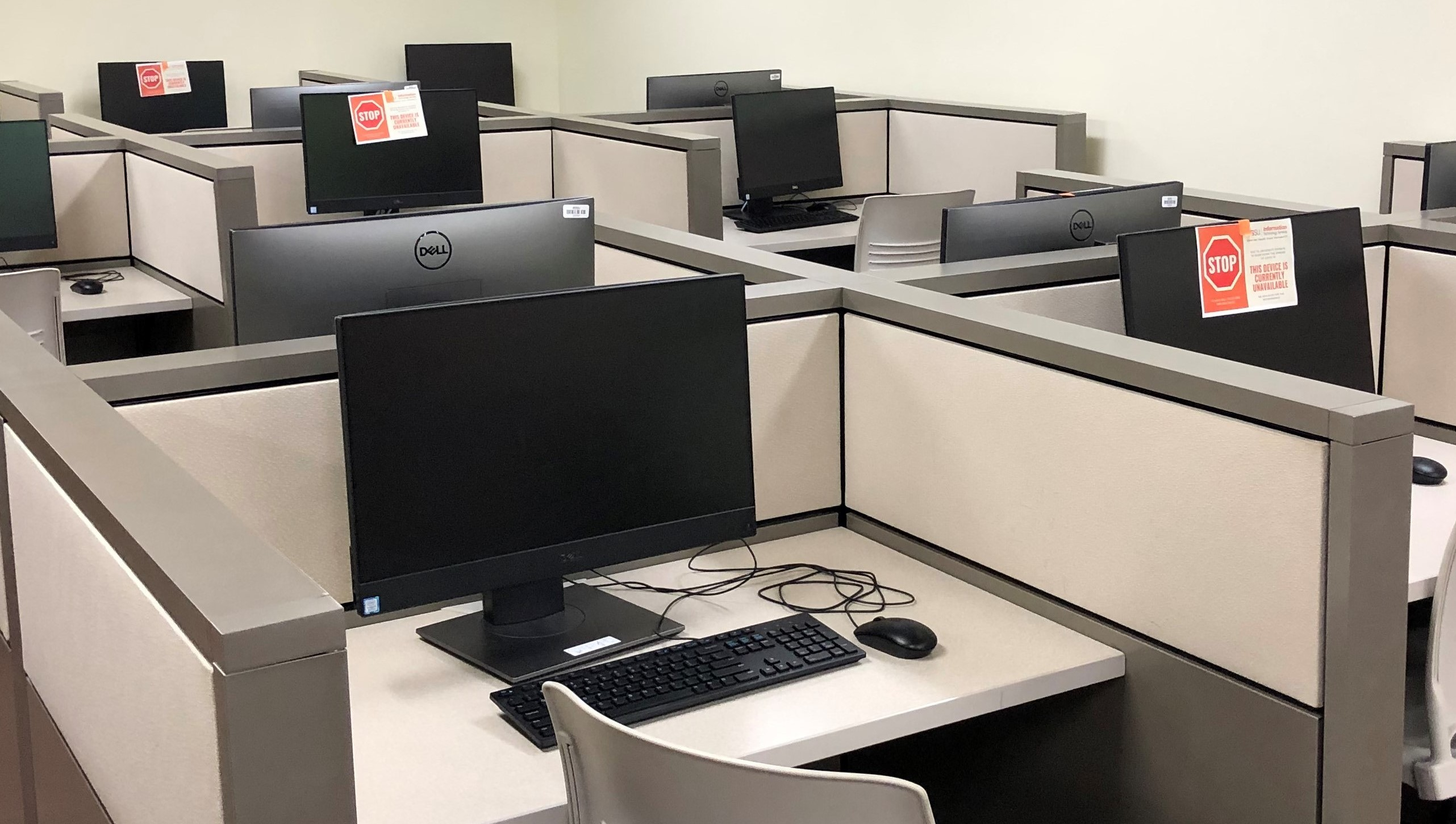
Ở trong phòng máy tính này, nhiều máy tính đã được cấm sử dụng để giữ khoảng cách giữa những người làm việc.
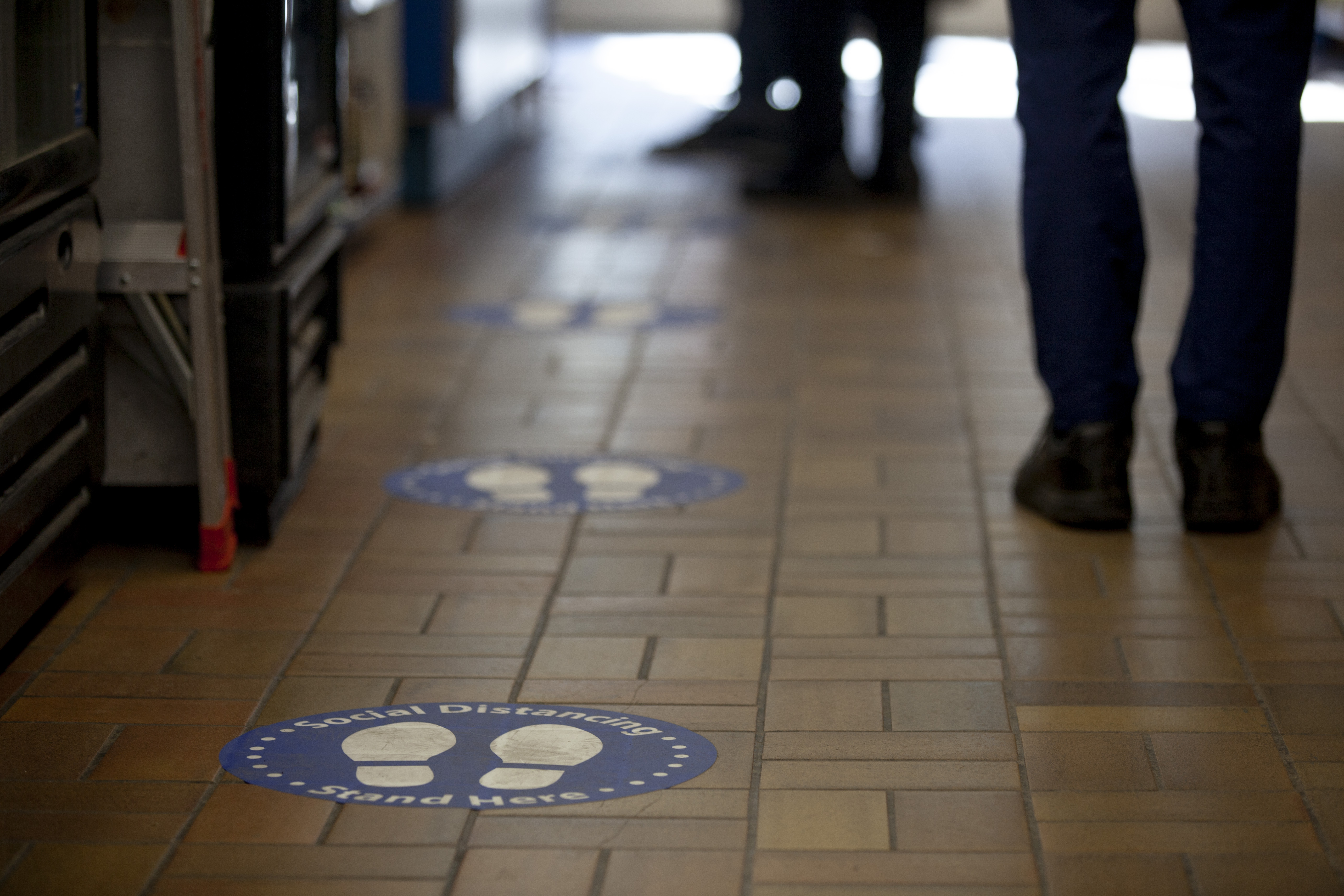
Đánh dấu sàn nhà cũng giúp việc giãn cách giữa người với người.

### Đóng cửa trường học

Mỗi ca cúm lợn mỗi tuần ở Anh Quốc vào năm 2009; trường học đã đóng cửa vào kỳ nghỉ hè từ giữa tháng bảy và mở cửa trở lại vào đầu tháng chín.

Mô hình toán học cho rằng sự lây nhiễm của dịch bệnh có thể kéo dài thời gian đóng cửa trường học. Tuy nhiên, hiệu quả hay không phụ thuộc vào sự tiếp xúc của trẻ em bên ngoài trường học. Thường, cả gia đình cùng nghỉ, và có thể kéo dài. Những yếu tố này có thể dẫn đến sự gián đoạn kinh tế và xã hội.

### Đóng cửa nơi làm việc
Nghiên cứu mô hình hóa và mô phỏng dựa trên dữ liệu của Hoa Kì cho thấy nếu 10% nơi làm việc bị ảnh hưởng đóng cửa, mức độ truyền nhiễm tổng quát khoảng 11.9% và thời gian cao điểm dịch bệnh sẽ bị chậm trễ. Ngược lại, nếu 33% cơ sở làm việc đóng cửa, mức độ truyền nhiễm giảm xuống còn 4.9%, và thời điểm đỉnh dịch sẽ chậm trễ một tuần. Đóng cửa nơi làm việc bao gồm cả đóng cửa những dịch vụ và kinh doanh "không thiết yếu" ("không thiết yếu" ở đây có nghĩa là những cơ sở không chức năng trọng điểm trong cộng đồng, là ngược lại của dịch vụ thiết yếu, cũng như nhu yếu phẩm).

### Bãi bỏ sự kiện tụ tập đông người
Việc bãi bỏ sự kiện tụ tập đông người bao gồm các sự kiện thể thao, điện ảnh và các show ca nhạc. Nhiều bằng chứng cho thấy rằng các cuộc tụ họp đông người làm tăng khả năng truyền bệnh truyền nhiễm là không thuyết phục. Một số loại tụ tập đông người nhất định có thể liên quan đến việc tăng nguy cơ lây nhiễm, và cũng có thể "gieo rắc" các chủng mới vào một khu vực, thúc đẩy sự lây truyền bệnh của cộng đồng trong một đại dịch. Trong đại dịch cúm năm 1918, cuộc diễu hành quân sự ở Philadelphia và Boston có thể phải chịu trách nhiệm cho việc lây truyền dịch bệnh bằng cách cho các thủy thủ đoàn bị nhiễm trong đám đông. Hạn chế hoặc hủy bỏ sự kiện đông người, kết hợp với giãn cách xã hội, có thể giúp giảm nguy cơ lây nhiễm.

### Hạn chế đi lại
Hạn chế đi lại qua đường biên giới hoặc hạn chế đi lại trong nước cũng có thể làm chậm thời điểm có ca nhiễm mới. Sàng lọc tại sân bay được cho rằng là không hiệu quả trong việc ngăn chặn sự lây truyền virus trong đợt bùng phát SARS năm 2003 ở Canada và Mỹ. Việc kiểm soát biên giới nghiêm ngặt giữa Áo và Đế quốc Ottoman, được áp dụng từ năm 1770 cho đến năm 1871 để nhằm ngăn chặn người có bệnh dịch hạch thể hạch vào nước Áo, nó được báo cáo lại là rất hiệu quả, khi không có ca bùng phát lớn nào trong lãnh thổ nước Áo sau khi lệnh này được đặt ra, khi mà Đế quốc Ottoman phải tiếp tục chịu đựng dịch bệnh cho đến giữa thế kỉ 19.
Nghiên cứu của Trường đại học Northeastern được diễn ra vào tháng 3 năm 2020 cho rằng "hạn chế di chuyển đến và từ Trung Quốc chỉ làm chậm sự lây lan COVID-19 [khi] được kết hợp với những biện pháp nhằm ngăn chặn lây lan trong cộng đồng hoặc giữa các cá nhân cụ thể. [...] Hạn chế đi lại là chưa đủ mà chúng ta phải kết hợp nó với giãn cách xã hội." Nghiên cứu cho thấy việc cấm sự di chuyển đến từ Vũ Hán làm chậm sự lây lan của dịch bệnh đến những vùng khác của Trung Quốc khoảng 3 hoặc 5 ngày, mặc dù nó cũng giúp làm giảm số ca nhiễm quốc tế xuống 80 phần trăm. Lý do duy nhất khiến việc hạn chế đi lại kém hiệu quả là việc nhiều người nhiễm COVID-19 không có triệu chứng trong giai đoạn đầu.

### Lá chắn (Tự vệ)
Biện pháp lá chắn (hay biện pháp tự vệ) bao gồm hạn chế tiếp xúc trực tiếp, thực hiện công việc kinh doanh bằng điện thoại hoặc qua mạng, tránh nơi đông người và hạn chế du lịch.

### Phong tỏa
Vào lúc đợt bùng phát SARS năm 2003 ở Singapore, khoảng 8000 người đã được yêu cầu bắt buộc ở nhà và khoảng 4300 người phải được giám sát y tế qua màn hình và gọi điện để báo cáo tình hình sức khỏe cho các cơ quan y tế, được coi như là biện pháp để điều khiển dịch bệnh. Mặc dù chỉ có 58 cá nhân trong số này được chẩn đoán dương tính với SARS, các quan chức y tế công cộng hài lòng rằng biện pháp này đã hỗ trợ ngăn ngừa sự lây lan của dịch bệnh. Tự nguyện cách ly cũng giúp ngăn chặn sự lây lan dịch cúm ở Texas vào năm 2009.

## Hạn chế
Những hạn chế của sự giãn cách xã hội có thể bao gồm sự cô đơn, giảm năng suất và mất các lợi ích khác liên quan đến sự tương tác của con người. Ở các quốc gia đang phát triển thì công nghệ theo dõi từ xa và thiết bị bảo hộ cá nhân không được sử dụng rộng rãi, cộng đồng thường khó theo dõi sức khỏe của các thành viên.

## Cơ sở lý thuyết
Từ sự quan sát của dịch bệnh học, mục tiêu cơ sở đằng sau của giãn cách xã hội là làm giảm hệ số lây nhiễm cơ bản, {\displaystyle R_{0}}, là một số trung bình của cá nhân lây nhiễm thứ hai được tạo ra từ cá nhân nhiễm thứ nhất trong dân số được nghi là bị nhiễm bằng nhau. Trong cơ sở của giãn cách xã hội, khi mà phần {\displaystyle f} của dân số thực hiện giãn cách xã hội để làm giảm khả năng tiếp xúc tới một phân số {\displaystyle a} của tiếp xúc thường ngày, hệ số lây nhiễm hiệu quả {\displaystyle R} được tính bằng:
{\displaystyle R=[1-(1-a^{2})f]R_{0}}
Ví dụ, 25% của dân số giảm sự tiếp xúc của họ xuống 50% của tiếp xúc thường ngày cho hệ số lây nhiễm hiệu quả là 81% của hệ số lây nhiễm cơ bản. Một phần nhỏ hơn đã bị giảm nhằm ngăn chặn sự lây lan dịch bệnh.